# Boscaglie montane dell'Arabia sud-occidentale
Le Boscaglie montane dell'Arabia sud-occidentale sono una ecoregione terrestre della ecozona afrotropicale appartenente al bioma dei Deserti e macchia xerofila (codice ecoregione: AT1321) che si sviluppa per circa 86.900 km² nella penisola arabica.
Lo stato di conservazione è considerato Vulnerabile.
L'ecoregione fa parte dell'ecoregione globale denominata Zone boschive e boscaglie dell'altopiano della penisola araba, inclusa nella lista Global 200.

## Territorio
L'ecoregione si sviluppa lungo il bordo sud-occidentale della penisola arabica e interessa le aree al di sopra del 2000 m di altitudine dai monti dell'Asir a nord agli altopiani occidentali dello Yemen a sud. Ad ovest, una ripida scarpata scende nella pianura della Tihamah sulla costa del Mar Rosso. Ad est si sviluppa un altopiano che poi digrada più dolcemente verso le regioni desertiche interne e le sabbie del Rub' al-Khali.
La caratteristica topografica più significativa della regione sono le ripide scarpate che corrono in direzione nord-sud, talvolta affacciandosi fin sul Mar Rosso. Vi sono anche diverse cime che superano i 3000 m, tra cui il Jabal an Nabi Shu'ayb, che, con i suoi 3660 m, è la montagna più alta dello Yemen e dell'intera penisola arabica.
Le montagne sono composte principalmente da rocce sedimentarie (calcari, arenarie e scisti) dei periodi Giurassico, Cretaceo e Terziario inferiore che sovrastano un complesso sotterraneo di rocce ignee granitiche precambriane.
Il clima della regione varia considerevolmente a seconda dell'altitudine e della stagione. Gli altopiani ricevono precipitazioni variabili provocate dal monsone sud-occidentale, che trasporta umidi venti oceanici. La maggior parte delle piogge cade in aprile, maggio, luglio e agosto. La piovosità media annua sulle montagne è di 600-800 mm, passando a oltre 1000 mm nelle aree più umide. L'altopiano riceve 300-500 mm di piogge, valore che scende rapidamente sotto i 100 mm ad est. Le temperature degli altopiani sono più alte in estate, intorno ai 20-25 °C, e più basse in inverno, con una media di 10 °C, ma oltre i 2000 m possono verificarsi delle gelate e di tanto in tanto la neve cade sulle cime più alte.

## Flora

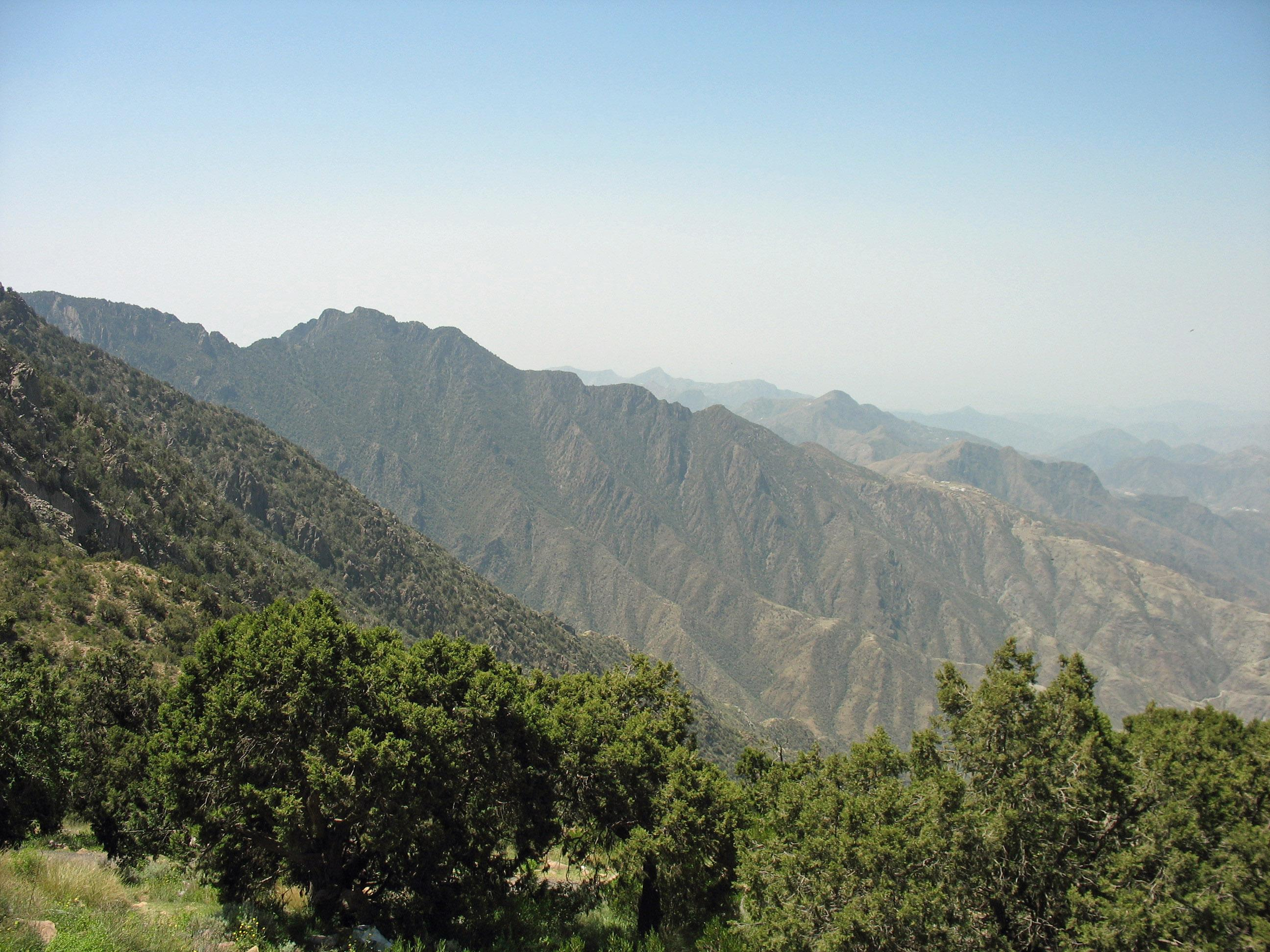
Boschi sui monti dell'Asir.

La flora dell'Arabia sud-occidentale ha forti affinità con quella di alcune parti dell'Africa, in particolare dell'Africa orientale. L'ecoregione ospita circa 2000 specie di piante vascolari, di cui circa 170 sono endemiche, comprese quelle di 2 generi endemici (Saltia e Centaurothamnus).
Degni di particolare nota sono i boschi di Juniperus procera a quote superiori a 2500 m sulle montagne dell'Asir e sulle scarpate del Jebel Bura e Jebel Melhan nello Yemen. Sempre nello Yemen, vicino a Ibb, al di sopra dei 2800 m, la Kniphofia sumarae è l'unica specie extrafricana appartenente a questo genere tipicamente sudafricano. Qui si trova anche Helichrysum arwae, i cui parenti più stretti si trovano sui Monti dei Draghi in Sudafrica. Nell'estremità meridionale dell'ecoregione, a sud di Taʿizz nello Yemen, l'area montuosa di Hujariyah è forse, dal punto di vista floristico, la più ricca dell'Arabia. Nella griglia quadrata di 100 km su cui è centrata, si possono trovare 99 dei 357 endemismi dell'Arabia continentale.
Per diverse migliaia di anni, l'agricoltura è stata un'importante attività umana negli altopiani occidentali dello Yemen. Ancora oggi vengono coltivate diverse specie di piante, come il grano, l'orzo e il sorgo, che rappresentano un'importante risorsa. In passato questa regione era anche un importante centro per la produzione della mirra, una resina gommosa ottenuta da alcune specie di Commiphora.

## Fauna

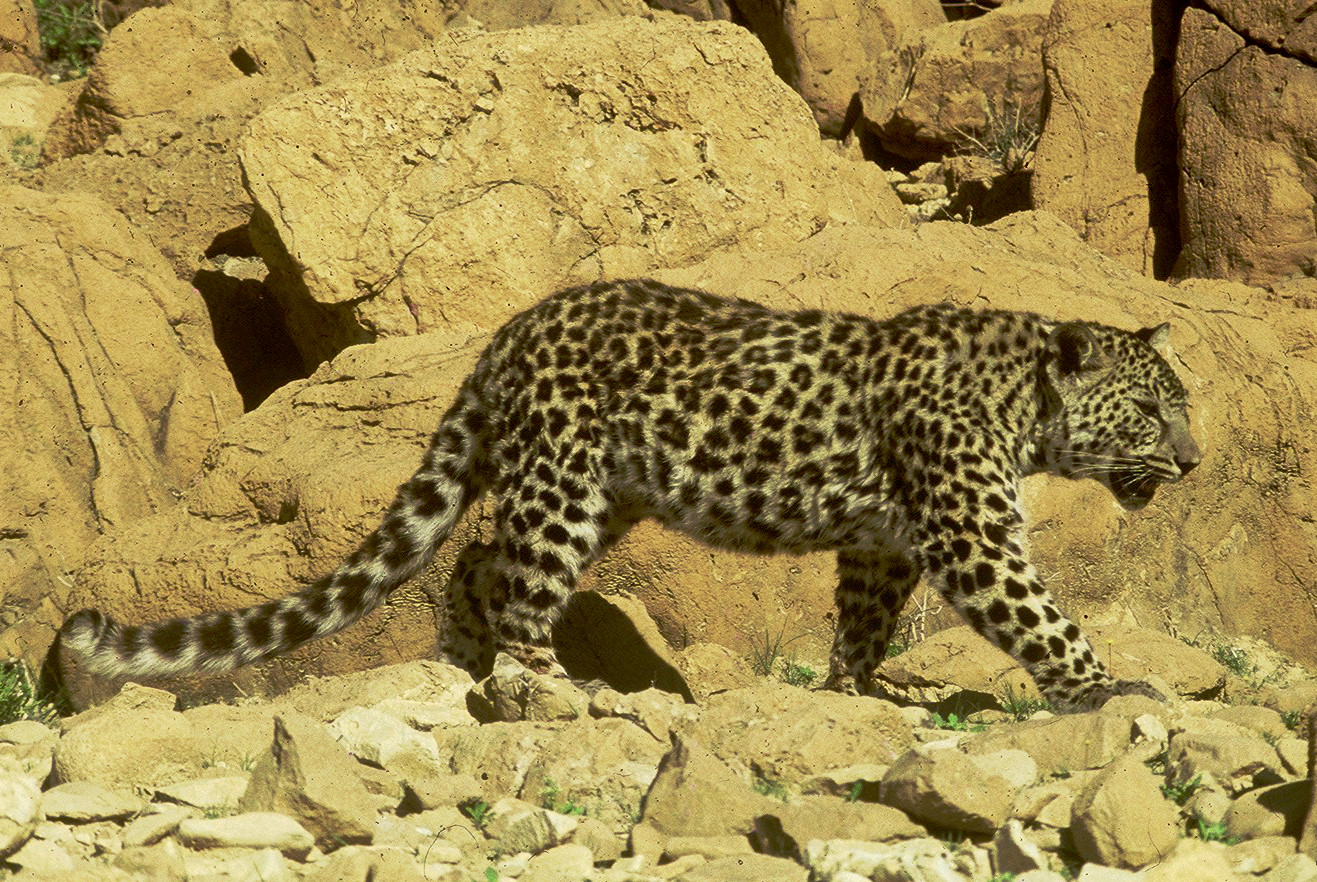
Panthera pardus nimr

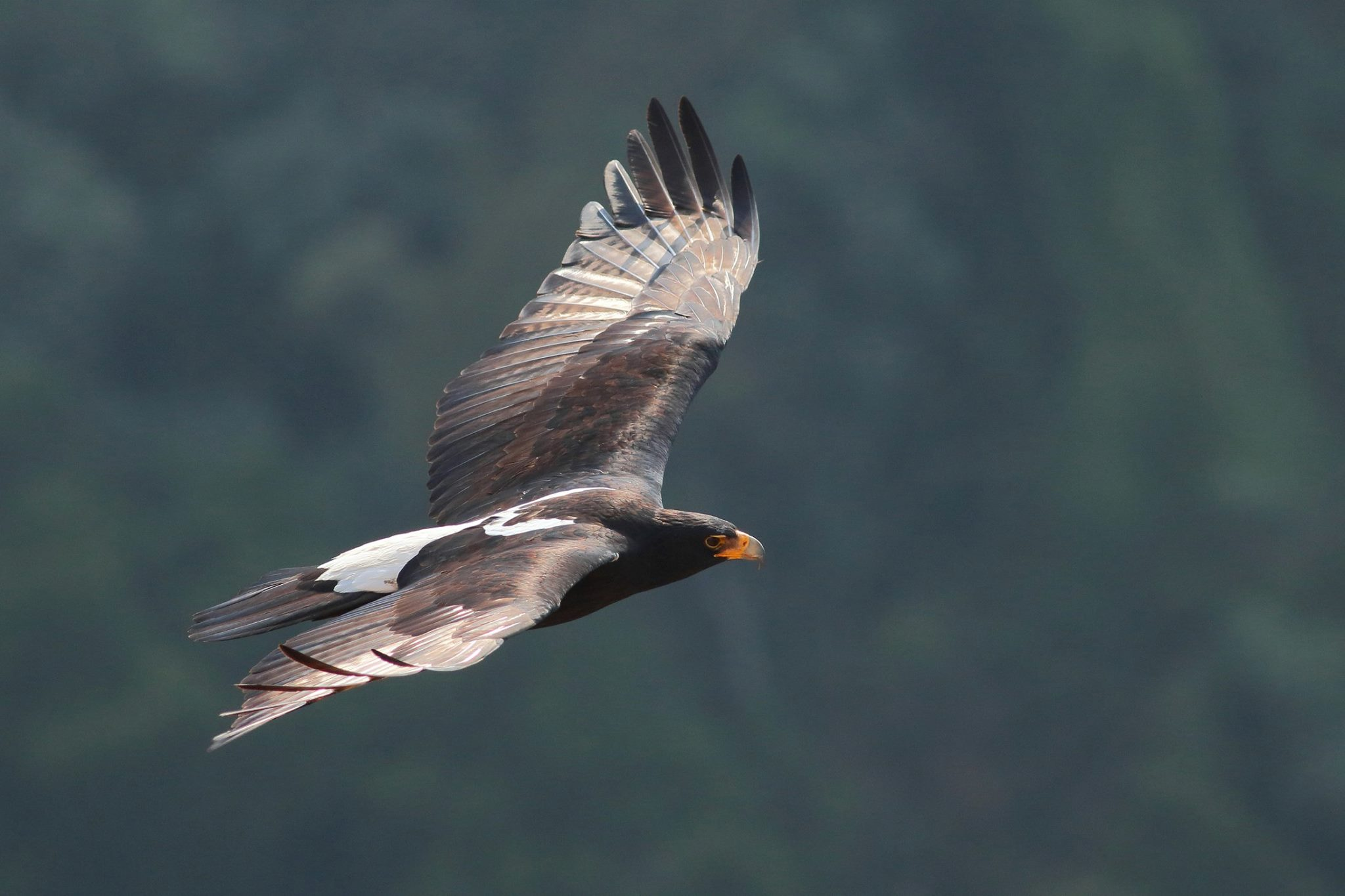
Aquila verreauxii

Questi altopiani ospitano alcune specie di grandi mammiferi. La scarpata dell'Asir è nota per essere una delle ultime roccaforti in Arabia Saudita del leopardo arabo (Panthera pardus nimr). Questa sottospecie è presente anche negli altopiani occidentali dello Yemen, ma è fortemente perseguitata. In alcune zone dello Yemen il babbuino amadriade (Papio hamadryas) è ancora molto diffuso, ma si dice che sia in declino, mentre la popolazione dell'Arabia Saudita è in aumento ed è diventata comune in città come Abha e Taif. Il caracal (Caracal caracal) è ancora relativamente diffuso, anche se viene avvistato raramente, tranne quando gli agricoltori locali lo uccidono e lo appendono sugli alberi o sui segnali stradali. Il lupo arabo (Canis lupus arabs) è ora estremamente raro e in via di estinzione a causa della persecuzione e dell'ibridazione con i cani randagi. La procavia del Capo (Procavia capensis) è ancora abbastanza comune nelle aree intorno a Taif, ma il suo areale sta rapidamente diminuendo. Anche la iena striata (Hyaena hyaena) è presente in quest'area.
Questa ecoregione, insieme alla pianura della Tihamah, ospita un gran numero di specie di uccelli endemici. I boschi montani di ginepro costituiscono un habitat vitale per uccelli come il fanello dello Yemen (Linaria yemenensis), il tordo dello Yemen (Turdus menachensis) e la bigia dello Yemen (Sylvia buryi). Queste specie dipendono dalle bacche di ginepro come fonte di cibo e usano anche gli alberi di ginepro per la nidificazione. Le pareti rocciose sul bordo della scarpata ospitano grandi rapaci come il grifone (Gyps fulvus), l'aquila di Verreaux (Aquila verreauxii) e il piccolo falcone della Barberia (Falco pelegrinoides). Poiché la penisola arabica forma un ponte tra i continenti africano ed eurasiatico, le montagne dell'Asir e gli altopiani occidentali dello Yemen forniscono un importante luogo di riposo per gli uccelli migratori. L'alta scarpata e le scogliere sono particolarmente importanti per la migrazione dei rapaci in autunno. Il gipeto (Gypaetus barbatus) e il pigliamosche del paradiso africano (Terpsiphone viridis) sono due specie presenti nelle alte scarpate delle montagne dell'Asir. Il Wadi Turabah in Arabia Saudita è l'ultimo luogo della penisola arabica in cui è possibile trovare l'uccello martello (Scopus umbretta), mentre una sottospecie endemica isolata e caratteristica di gazza comune (Pica pica asirensis) è presente a Shalla ad-Dhana presso Tanoumah (Al-Namas).

## Conservazione
Le principali minacce alla biodiversità sono l'erosione del suolo, la raccolta incontrollata di legna da ardere e il pascolo eccessivo da parte di bovini, capre, pecore e cammelli. Anche la caccia con armi da fuoco e da parte di un gran numero di cani domestici e randagi ha creato una forte pressione sulla fauna selvatica. Inoltre, la scarsa rigenerazione delle foreste di ginepro sta causando preoccupazione tra gli ambientalisti.
Nella regione le aree protette scarseggiano. In Arabia Saudita il Ministero dell'Agricoltura e dell'Acqua ha creato il Parco nazionale dell'Asir (4150 km²) nel 1981. Vi sono poi alcune riserve: la Riserva di Raydah (circa 9 km²) protegge una delle principali aree intatte di foresta di ginepro di questa ecoregione e la Riserva naturale di Wadi Turabah è anche un'Important Bird Area riconosciuta da BirdLife International.